# Erste Variation
Die erste Variation ist eine verallgemeinerte Richtungsableitung eines Funktionals.
Ihre Eigenschaften sind in der angewandten Mathematik und der theoretischen Physik relevant.
Die erste Variation spielt eine zentrale Rolle in der Variationsrechnung und wird in der analytischen Mechanik genutzt.
Ein verwandtes Konzept ist die Funktionalableitung.

## Definition
Sei {\displaystyle X} ein Funktionenraum; {\displaystyle J:X\rightarrow \mathbb {K} } ein Funktional mit {\displaystyle \mathbb {K} =\mathbb {R} } oder {\displaystyle \mathbb {K} =\mathbb {C} }; {\displaystyle y,h\in X} Funktionen und {\displaystyle \varepsilon \in \mathbb {R} }.
Dann ist die erste Variation des Funktionals {\displaystyle J} nach {\displaystyle y} definiert als 
{\displaystyle \delta J(y)(h)=\left.{\frac {\mathrm {d} }{\mathrm {d} \varepsilon }}J(y+\varepsilon h)\right|_{\varepsilon =0}}.
Dies entspricht dem Gâteaux-Differential des Funktionals {\displaystyle J} an der Stelle {\displaystyle y} in Richtung {\displaystyle h}.

## Eigenschaften
1. Die erste Variation ist eine lineare Abbildung:
{\displaystyle \delta (F(y)+\alpha G(y))(h)=\delta F(y)(h)+\alpha \delta G(y)(h)\quad \forall \alpha \in \mathbb {K} ,\,\forall F,G\in {\mathcal {D}}^{\prime }(\Omega )}
2. Für ein Produkt aus Funktionalen {\displaystyle F(y)=G(y)H(y)} gilt die Produktregel:
{\displaystyle \delta F(y)(h)=\delta G(y)(h)\ H(y)+G(y)\ \delta H(y)(h)}

## Beispiel
Die erste Variation von
{\displaystyle J(y)=\int _{a}^{b}yy'\,\mathrm {d} x.}
ist nach obiger Definition
{\displaystyle {\begin{aligned}\delta J(y)(h)&=\left.{\frac {\mathrm {d} }{\mathrm {d} \varepsilon }}J(y+\varepsilon h)\right|_{\varepsilon =0}\\&={\frac {\mathrm {d} }{\mathrm {d} \varepsilon }}\int _{a}^{b}(y+\varepsilon h)(y^{\prime }+\varepsilon h^{\prime })\,\mathrm {d} x{\Bigg |}_{\varepsilon =0}\\&={\frac {\mathrm {d} }{\mathrm {d} \varepsilon }}\int _{a}^{b}(yy^{\prime }+y\varepsilon h^{\prime }+y^{\prime }\varepsilon h+\varepsilon ^{2}hh^{\prime })\,\mathrm {d} x{\Bigg |}_{\varepsilon =0}\\&=\int _{a}^{b}\left.{\frac {\mathrm {d} }{\mathrm {d} \varepsilon }}(yy^{\prime }+y\varepsilon h^{\prime }+y^{\prime }\varepsilon h+\varepsilon ^{2}hh^{\prime })\right|_{\varepsilon =0}\,\mathrm {d} x\\&=\int _{a}^{b}(yh^{\prime }+y^{\prime }h+2\varepsilon hh^{\prime }){\bigg |}_{\varepsilon =0}\,\mathrm {d} x\\&=\int _{a}^{b}(yh^{\prime }+y^{\prime }h)\,\mathrm {d} x\,.\end{aligned}}}